# Sergentomyia fupingensis
Sergentomyia fupingensis är en tvåvingeart som först beskrevs av Wu 1954.  Sergentomyia fupingensis ingår i släktet Sergentomyia och familjen fjärilsmyggor. Inga underarter finns listade i Catalogue of Life.